# Wojciechów (powiat lubelski)
Wojciechów – wieś w Polsce położona w województwie lubelskim, w powiecie lubelskim, w gminie Wojciechów.
Wieś szlachecka położona była w drugiej połowie XVI wieku w powiecie lubelskim województwa lubelskiego. W latach 1975–1998 miejscowość należała administracyjnie do ówczesnego województwa lubelskiego.
Miejscowość jest siedzibą gminy Wojciechów, stanowi sołectwo tejże.
Co roku w Wojciechowie odbywają się Ogólnopolskie Warsztaty Kowalskie i Targi Sztuki Kowalskiej.
Historycznie położony jest w Małopolsce (początkowo w ziemi sandomierskiej, a następnie w ziemi lubelskiej).
Wieś jest siedzibą rzymskokatolickiej parafii św. Teodora w Wojciechowie.

## Historia
Wojciechów wieś notowana w dokumentach źródłowych: w roku 1328 jako „Woycechow”, w 1336 „Woyczechovicz”, w 1349 „Woycechowicz”, w 1350-1 „Woyczechow”, 1441 „Woczechow”.
Wieś rodowa Szczekockich, w roku 1398 w dziale rodzinnym Janowi ze Szczekocin (w powiecie lelowskim), bratu Piotra, przypadają wsie Wojciechów, Maszki, Palikije, Bogucin, Garbów, Księżyce i Swarocin. Dobra Szczekockich zorganizowano w kluczu wojciechowskim. W początkach wieku XV skutkiem koligacji rodzinnych w działach pojawiają się nazwiska Tęczyńskich, Pileckich, Rytwiańskich. Długosz w roku 1470-80 wymienia dziedzica Jan Szczekockiego herbu Odrowąż (Długosz L.B. t.II s.575). Pisze też Długosz o istniejącym w tym czasie w Wojciechowie kościele drewnianym (item t.II s.575).
W roku 1531 kościelna wieś Wojciechów wraz ze wsiami Baśki (Batki), Maszki i Palikije. W roku 1676 Paweł Orzechowski płaci pogłówne od siebie, dwojga dzieci, 4 kobiet szlachcianek, 6 krewnych, 62 dworskich, 237 poddanych (Pawiń., Małop., 358, 3a). W latach 1531–1533 łącznie z ww. wsiami płacono pobór z 32 łanów i 4 kół młyńskich.
Według Słownika geograficznego Królestwa Polskiego Wojciechów wieś i folwark w powiecie lubelskim, gminie i parafii Wojciechów, odległy 21 wiorst od Lublina a 5 wiorst od Nałęczowa (stacja drogi żelaznej nadwiślańskiej). Posiada kościół parafialny drewniany, urząd gminy oraz 78 domów, 807 mieszkańców (w r. 1882). Gruntów było wówczas: 1268 mórg ziemi ornej a folwark posiadał: 82 mórg łąk, 32 ogrodów i zabudowań, 641 mórg lasu wysokopiennego a 200 mórg zalesionych, 75 mórg zarośli, 17 mórg stawów, 65 mórg pastwisk i dróg, 8 mórg do probostwa należących, 1806 mórg włościańskich i 210 mórg lasu pod służebnościami. Folwark Ignaców posiadał 2 domy, 22 mieszkańców, 707 mórg ziemi ornej.
Do dóbr Wojciechów przedtem należały wsi: Maszki 42 domy, 383 mieszkańców, 1107 mórg włościańskiej, a także Gaj Duży 8 domów, 92 mieszkańców, 72 mórg, Gaj Mały 9 domów, 82 mieszkańców, 188 mórg. W r. 1827 wieś Wojciechów miała 63 domy, 549 mieszkańców. Są tu według opisu zwaliska zamku, wystawionego w zeszłym wieku przez Morskich. W narożniku budowli zamkowej mieści się budynek nierównie dawniejszy, który podobno w XVI w. stanowił zbór ariański. Obecnie służy za spichlerz i lamus. Opis budowli tej z ryciną podał Tyg. Illustr. z r. 1869 (t. IV, 16).
Wojciechów parafia w dekanacie lubelskim liczyła 2854 dusz. Wojciechów gmina należy wówczas do sądu gminnego okręgu I, najbliższa stacja pocztowa w Bełżycach. Gmina ma 12913 mórg obszaru i 3114 mieszkańców Śród stałej ludności jest 1 prawosławny 9 protestantów i 3 żydów. W skład gminy wchodzą: Chmielnik Gaj Nowy i Stary, Góra, Ignatów, Maszki, Miłocin, Palikije dziś Palikije Pierwsze i Palikije Drugie, Sworniak, Wojciechów.

## Wieża ariańska
Murowana wieża obronna w Wojciechowie powstała w latach 1520–1530. W XVI wieku była w rękach rodu Spinków, następnie Orzechowskich (Spinkowie byli kalwinami a Orzechowscy arianami – stąd nazwa ariańska). W tym czasie wieża była stopniowo rozbudowywana. Do XVII w. pełniła funkcje mieszkalne. W 1632 r. wieża została przeznaczona do celów gospodarczych. W 1910 r. właściciele Natalia i Józef Popławscy przekazali wieżę Towarzystwu Opieki nad Zabytkami Przeszłości. W 1953 r. rozpoczęto prace zabezpieczające zrujnowaną wieżę pod kierunkiem B. Guerquina. Gruntowny remont przeprowadzono w 1972 r. Obecnie w Wieży Ariańskiej mieści się Gminny Ośrodek Kultury, Muzeum Regionalne, Muzeum Kowalstwa, Biblioteka Gminna oraz Punkt Informacji Agroturystycznej.Reprodukcję zamieszcza Tygodnik Ilustrowany 1931 nr 37 s. 715

## Archeologia
W latach 1995–1996 przeprowadzono pod kierunkiem dr Ireny Kutyłowskiej prace archeologiczne. Odnalezione relikty wskazują na osadnictwo już w VIII wieku.

## Zabytki
- Wieża Ariańska z końca XV w.
- drewniany kościół św. Teodora z XVIII w.
- drewniana zabytkowa dzwonnica

## Muzea
- Muzeum Kowalstwa
- Muzeum Regionalne